# Richard von Volkmann

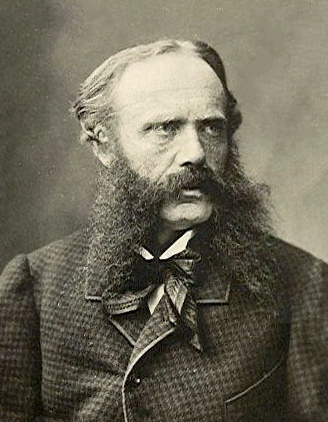
Richard Volkmann, um 1880

Richard Volkmann, seit 1885 von Volkmann; pseudonymisiert auch Richard Leander und Richard von Volkmann-Leander (* 17. August 1830 in Leipzig; † 28. November 1889 in Jena) war ein deutscher Chirurg und Hochschullehrer in Halle sowie Poet und Märchendichter. Er gilt als Begründer der modernen wissenschaftlichen Orthopädie, war 1872 Mitbegründer der Deutschen Gesellschaft für Chirurgie, trug den Titel Geheimer Medizinalrat und war Generalarzt I. Klasse.

## Leben

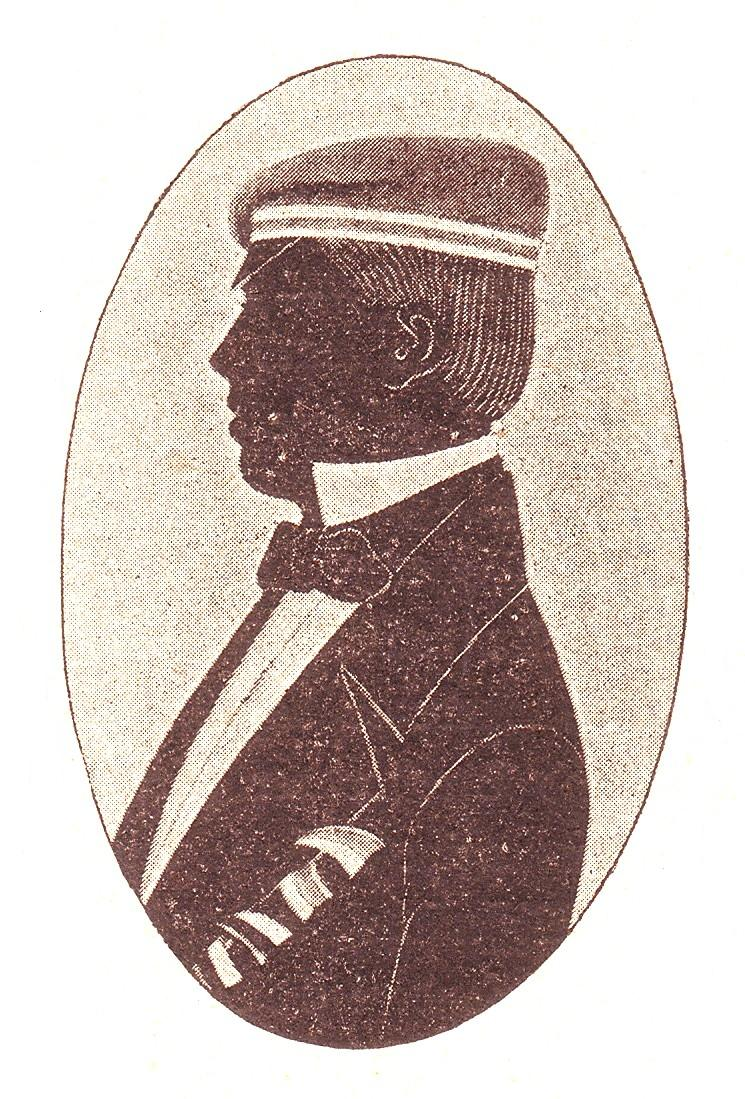
Volkmann als Corpsstudent (1851)

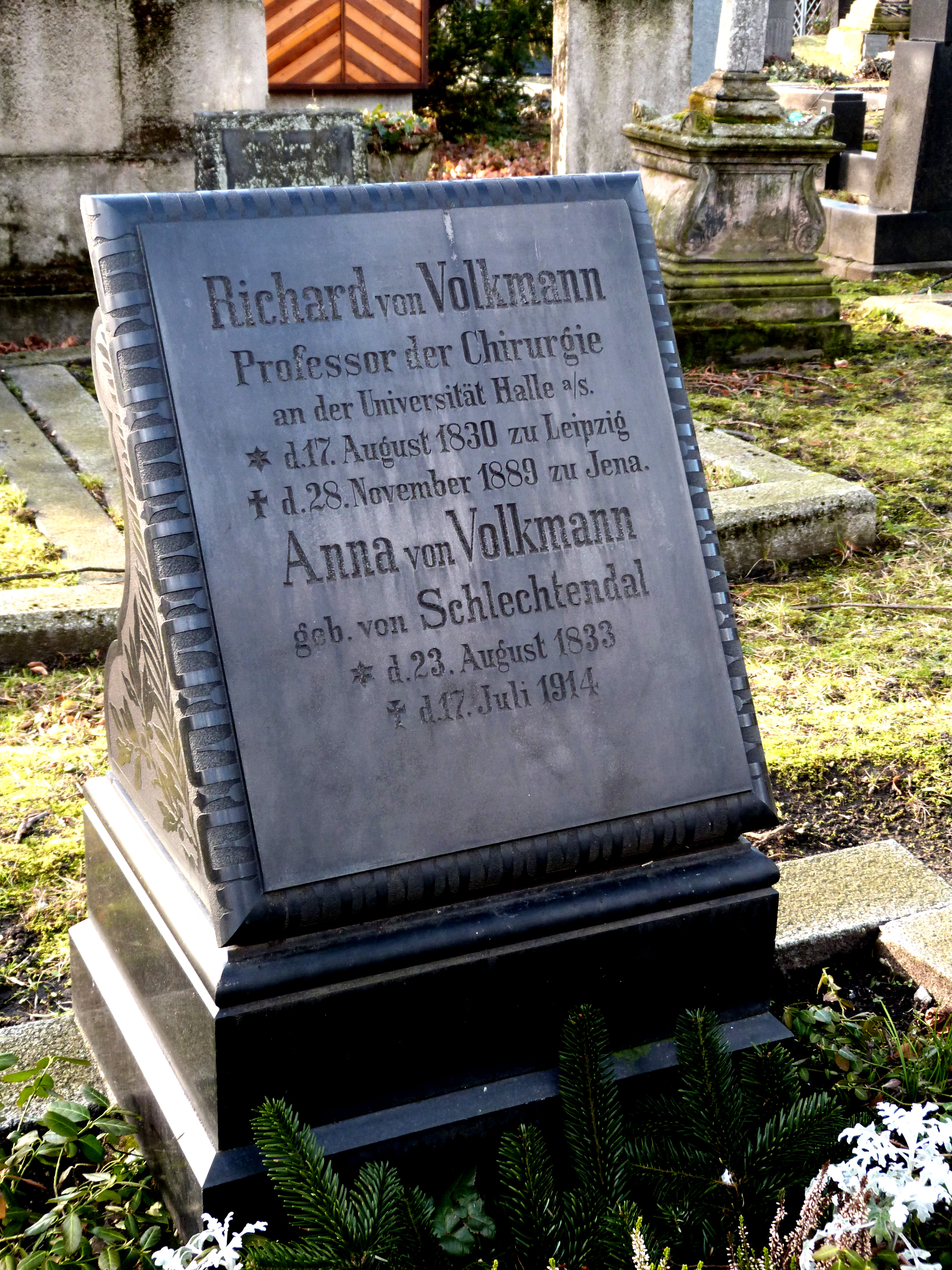
Grab Volkmanns auf dem Stadtgottesacker Halle

Richard Volkmann war das zweite von zwölf Kindern des Physiologen und Anatomen Alfred Wilhelm Volkmann und dessen Ehefrau Adele, geborene Härtel (1808–1884), Tochter des Musikverlegers Gottfried Christoph Härtel. Nachdem er die Lateinische Hauptschule der Frankeschen Stiftungen in Halle besucht hatte, wurde er am 16. Oktober 1844
Schüler der sächsischen Fürstenschule St. Augustin in Grimma. Am 7. Januar 1850 verließ er die Bildungseinrichtung und studierte ab dem Sommersemesters desselben Jahres, dem Wunsch seines Vaters entsprechend Medizin an der vereinigten Friedrichs-Universität Halle-Wittenberg. Im Sommersemester 1851 wechselte er an die Hessischen Ludwigs-Universität in Gießen und im Sommersemester 1854 an die Friedrich-Wilhelms-Universität Berlin, an der er – wie alle preußischen Ärzte – 25. Mai 1855 das Staatsexamen ablegte und 16. August 1854 zum Dr. med. promoviert wurde. In Halle schloss er sich 1849/50 der Progressburschenschaft Fürstenthal an. 1851 wurde er Mitglied des Corps Starkenburgia und des Corps Marchia Halle.
Er trat eine Assistentenstelle bei Ernst Blasius an der alten Chirurgischen Universitätsklinik am Domplatz in Halle an und habilitierte sich 1857. Während einer langen Erkrankung von Blasius vertrat er ihn in der Leitung der Klinik. Wegen der zunehmenden Spannungen mit dem zurückgekehrten Blasius verließ Volkmann die Klinik und den Lehrkörper der Universität und ließ sich in Halle als praktischer Chirurg nieder. 1863 kehrte Volkmann als außerordentlicher Professor an die Universität zurück. Am Krieg gegen Österreich 1866 nahm er als Chefarzt des Lazaretts Trautenau in Böhmen teil. 1867 wurden Volkmann das Ordinariat für Chirurgie und die Leitung der Chirurgischen Universitätsklinik übertragen. Während des Krieges gegen Frankreich 1870/71 war er als konsultierender Generalarzt beim IV. Armee-Korps, später an der Maas und bei der Südarmee eingesetzt. Im Krieg zog er sich eine Syphilis zu, die zur Tabes dorsalis führte. Am 4. Mai 1885 von Preußens König Wilhelm I. nobilitiert, starb er vier Jahre später an einer Pneumonie. Sein Grab befindet sich auf dem hallischen Stadtgottesacker.
Richard von Volkmann heiratete am 20. Mai 1858 Anna von Schlechtendal (* 23. August 1833; † 17. Juli 1914), eine Tochter des Botanikers Diederich Franz Leonhard von Schlechtendal. Das Paar hatte sieben Kinder, darunter den Illustrator und Landschaftsmaler Hans Richard von Volkmann.

## Chirurg und Hochschullehrer
Volkmann zählt zu den bedeutendsten Chirurgen des 19. Jahrhunderts. Er entwickelte neue Methoden zur Resektion der Gelenke, zur Operation komplizierter Brüche sowie zur Chirurgie und Orthopädie der Wirbelsäule und der Extremitäten. Er führte als erster deutscher Arzt die antiseptische Wundbehandlung mit Karbol (nach Joseph Lister, 1. Baron Lister) ein, wodurch die Überlebenschance bei Operationen sprunghaft anstieg und Bauchchirurgie im eigentlichen Sinne erst möglich wurde. Volkmann selbst entwickelte Verfahren zur Resektion von Mastdarmkrebs.
Nach ihm benannt sind
- das Volkmann-Dreieck (beim Knöchelbruch: vorderes und hinteres V.-D.),
- ein scharfer Löffel (auch Volkmann-Löffel oder scharfer Löffel (nach) Volkmann),
- die Volkmann-Schiene (Beinschiene) sowie
- das Volkmannsche Gehbänkchen, eine Vorform des heutigen Rollators.

Rufe bzw. Anfragen der Friedrich-Wilhelms-Universität zu Berlin, der Friedrich-Alexander-Universität, der Schlesischen Friedrich-Wilhelms-Universität, der Ruprecht-Karls-Universität Heidelberg und der Julius-Maximilians-Universität Würzburg lehnte er ab, nicht zuletzt deshalb, weil er den Neubau der chirurgischen Universitätsklinik Halle selbst konzipiert und nach seinen Vorstellungen eingerichtet hatte. Volkmann gehörte 1872 zu den Gründern der Deutschen Gesellschaft für Chirurgie und war viele Jahre ihr Vorsitzender.

## Medizinische Schriften
- 1865 Krankheiten der Bewegungsorgane
- 1875 Beiträge zur Chirurgie
- 1877 Über den Mastdarmkrebs und die Exstirpatio recti
- 1888 Sammlung klinischer Vorträge
- 1889 Resection von Rippenstücken aus deren Continuität oder um einfache Rippenosteotomie (Durchschneidung) in den schwersten Fällen von Scoliose. In: Berliner klinische Wochenschrift. Band 26, 1889, S. 1097 ff.

## Literarische Arbeiten
Von Volkmann, in dessen Haus auch Künstler wie Wilhelm von Kügelgen sowie Robert und Clara Schumann verkehrten, veröffentlichte seine literarischen Werke unter dem Pseudonym Richard Leander. Während seine Gelegenheitsschriften wie Gedichte, Lieder und Geschichten heute weitgehend vergessen sind, wurden die während des Kriegseinsatzes 1870/71 verfassten Märchen Träumereien an französischen Kaminen mit mehr als 300 Auflagen zu einem großen schriftstellerischen Erfolg.
- 1871 Träumereien an französischen Kaminen (Märchen)
- 1876 Aus der Burschenzeit (Dichtung)
- 1878 Gedichte
- 1885 Kleine Geschichten
- 1889 Alte und neue Troubadour-Lieder

In der 1887 von Karl Emil Franzos herausgegebenen Deutschen Dichtung äußert sich ein Kritiker begeistert über die Träumereien:

„Ein Erstlingswerk, das erste Erzeugnis eines Mannes, dessen Hand bisher nur das Messer und die Feder bloß zur Abfassung chirurgischer Fachschriften geführt – und welche Treffsicherheit des Stils, welche künstlerische Glätte, welche fein abgewogene Zartheit oder Kraft der Farbengebung! Alles fertig, rund, sicher, zuweilen höchstens ein Wort zu wenig, aber niemals eins zu viel, Inhalt und Form so vollständig zu eienander passend, daß das kritische Auge Gewand und Körper kaum voneinander zu trennen vermag.“

## Märchen
- Die künstliche Orgel
- Goldtöchterchen
- Vom unsichtbaren Königreiche (hierauf beruht die Oper Der Traumgörge von Alexander Zemlinsky)
- Wie der Teufel ins Weihwasser fiel
- Der verrostete Ritter
- Von der Königin, die keine Pfeffernüsse backen, und dem König, der kein Brummeisen spielen konnte
- Der Wunschring
- Die drei Schwestern mit den gläsernen Herzen
- Sepp auf der Freite
- Heino im Sumpf
- Pechvogel und Glückskind
- Die Alte-Weiber-Mühle
- Das Klapperstorch-Märchen
- Wie sich der Christof und das Bärbel immer aneinander vorbeigewünscht haben
- Die Traumbuche
- Das kleine bucklige Mädchen
- Der kleine Vogel
- Die himmlische Musik
- Der kleine Mohr und die Goldprinzessin
- Von Himmel und Hölle
- Der alte Koffer

## Ehrungen und Auszeichnungen
- Geheimer Medizinalrat 1877
- Wahl zum Mitglied der Deutschen Akademie der Naturforscher Leopoldina 1880[12]
- Ehrenbürger der Stadt Halle 1882
- Roter Adlerorden III. Klasse
- Königlicher Kronen-Orden II. Klasse
- Hausorden Albrechts des Bären, Kommandeur II. Klasse
- Wasaorden, Kommandeur
- Académie royale des Sciences, des Lettres et des Beaux-Arts de Belgique, Ehrenmitglied

## Denkmal

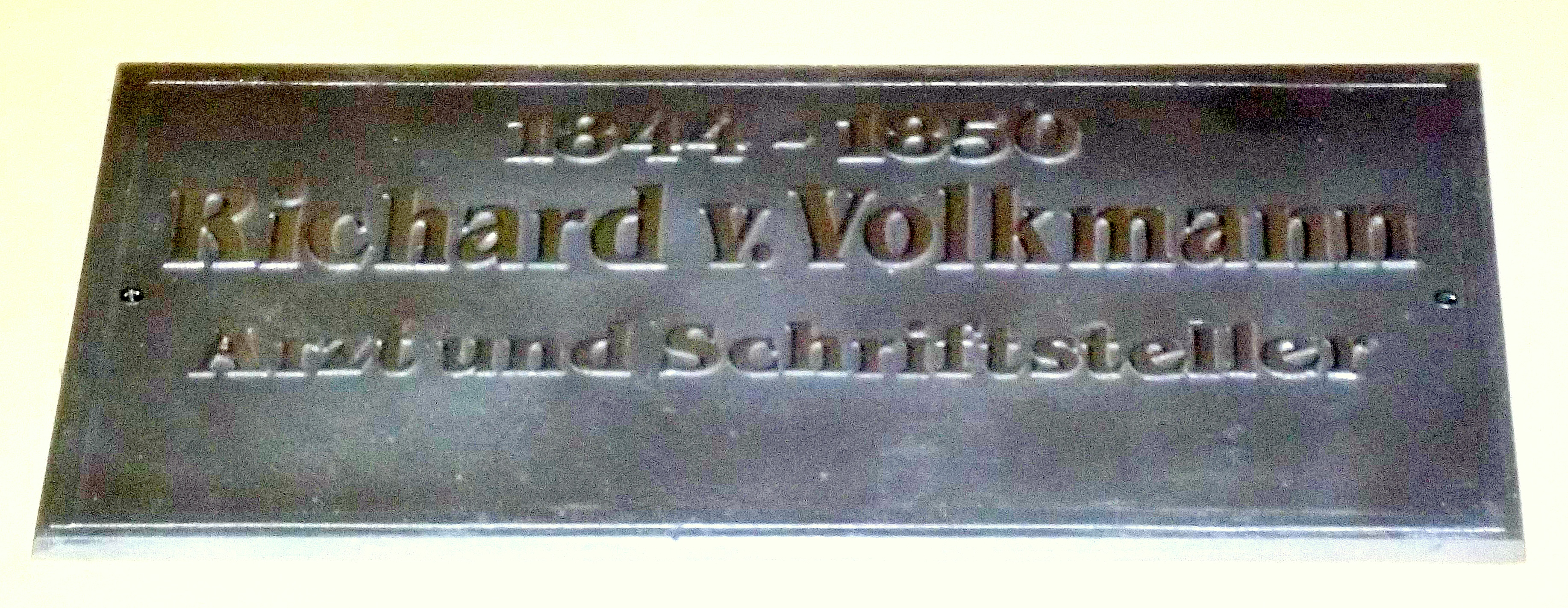
Ehrentafel für Richard von Volkmann im Gymnasium St. Augustin Grimma (im Durchgang des Hauptportals)

Der in Rom ansässige Bildhauer Artur Volkmann, ein Neffe Richards von Volkmann, schuf ein Marmor-Sitzbild des bekannten Arztes und Dichters, das am 1. August 1894 in Halle (Saale) vor der Chirurgischen Universitätsklinik an der Magdeburger Straße feierlich enthüllt wurde.

## Medaille
Die Mitteldeutsche Chirurgenvereinigung verleiht die Volkmann-Medaille alljährlich an verdiente Chirurgen.